# Церковь Введения (Кирилло-Белозерский монастырь)
Церковь Введения Марии во Храм — архитектурный памятник, одна из двенадцати церквей в составе Кирилло-Белозерского историко-архитектурного и художественного музея-заповедника. Церковь вместе с главной трапезной палатой Кирилло-Белозерского монастыря представляют собой единый архитектурный ансамбль.

## История создания
Церковь Введения и главная трапезная палата были построены в 1519 году на месте старой деревянной монастырской трапезной. Впоследствии к комплексу были присоединены домик келаря, поварня и церковь Архангела Гавриила через колокольню.
В 1791 году Пётр Иванович Челищев, автор книги «Путешествие по северу России в 1791 г.», говорил о церкви Введения, как о соборе:

Тёплый соборъ Введенскій; въ немъ одинъ храмъ Введенію во храм Пресвятыя Богородицы; при ней нынешняя братская трапеза…— П. И. Челищев «Путешествие по северу России в 1791 г.»
. 
При этом Чалищев отмечал, что в отличие от большинства других, в церкви Введения из-за ежедневных служб «наблюдается нѣкоторая чистота».
В первой половине XIX века внешний вид церкви претерпел несколько изменений. Вместо ярусов кокошников была устроена куполообразная кровля, от чего изменился силуэт церкви. Для размещения арестантов во время богослужения было обустроено отдельное место. В результате попыток привести фасады зданий к некоторому единообразию, стены неоднократно перекрашивалась в течение всего XIX века.
В конце 2000 года в церкви Введения были начаты реставрационные работы по восстановлению первоначальной планировки помещений, оконных и дверных проемов. В основном работы были направлены на приспособление памятника под экспозиционно-выставочные цели. В 2009 году работы были закончены и в летний период церковь является последним экспозиционным залом с собственным выходом на улицу.

## Особенности
Церковь Введния и двухэтажная трапезная были построены в одно время и представляют собой единый архитектурный комплекс, усложнённый впоследствии пристройкой домика келаря, поварни и другими. Сама церковь находится на общей оси первоначального комплекса.
В плане церковь гранёная, что делает её похожей на столпообразные церкви Москвы и Подмосковья первой половины XVI века. Внутреннее устройство отлично от внешнего: изнутри церковь имеет крещатый свод. Основными элементами декора внутри (снаружи декора практически нет, его элементами можно назвать только карнизы и оконные наличники) являются импосты под пятами арок, что опять же делает церковь Введения похожей на московские. После множества перестроек и переделок (новый пониженный свод и внешнее оформление) первоначальный вид церкви изменился. Воссоздание первоначального состояние признано в настоящее время нецелесообразным.

## Галерея
- Домик келаря и церковь Введения, снимок с акварели Мартынова Н. А. 1863 года.
- Церкви Введения и Архангела Гавриила.
- Церковь Введения, 1978 год.
- Лестница у подножия церкви.
- Переход от трапезной к колокольне.
- Западное примыкание церкви к трапезной.